# Língua mundari
O mundari é uma língua munda, da família das línguas austro-asiáticas falada pelo povo munda e pelos adivasi, no leste da Índia, em Bangladesh e no Nepal. É muito relacionada às línguas santali e ho (com uma inteligibilidade de 50%).

## Dialetos
Os dialetos do mundari são hasada', kera', latar, bhumij (70 - 84% do léxico inteligível, divide-se nos sub-tipos sadar, munda, thar);
Outros nomes da língua são mandari, mondari, munari, horo, colh.

## Falantes
São cerca de 2 milhões os falantes do mundari, a maioria sendo hinduístas e agricultores das regiões:
- na Índia - Bengala Ocidental, Bihar, Jharkhand (sul e leste do distrito Ranchi), em partes de Orissa, Madhya Pradesh, Himachal Pradesh, Assam, Tripura e nas ilhas Andamão e Nicobar
- Nepal
- Bangladesh

O nível de alfabetização dos falantes do mundari varia entre 10 a 30% para os que a falam como primeira língua e de 50% a 75% para o que a tem como segundo idioma. A língua não tem status oficial em nenhum dos 3 países, embora já existam dicionários, traduções da Bíblia (de 1910 e de 2002) e  alguma literatura no dialeto bhumij, além de programas de rádio

## Escrita
A língua utiliza quatro diferentes alfabetos, conforme a região onde o idioma língua é falado:
- Alfabeto bengali - em Bangladesh e na Índia em Bengala Ocidental.
- Escrita devanágari - no Nepal, na Índia em Jharkhand, Madhya Pradesh, Himachal Pradesh, Assam, Tripura.
- Escrita oriá - na Índia, em Orissa
- Alfabeto latino – cristãos nordeste da Índia

Características básicas dos quatro alfabetos:
- 5 sons vogais (a, i, u, e, o) com suas seis combinações (dois com a) com a consoante K
- 30 sons consoantes
- 10 numerais próprios (nos três alfabetos da Índia)